# ويليام ر. باترسون
ويليام ر. باترسون (بالإنجليزية: William R. Patterson)‏ هو مؤلف ومتحدث تحفيزي أمريكي، ولد في 12 ديسمبر 1975 في شيكاغو في الولايات المتحدة.